# پنگ‌سو
پنگ‌سو (کره‌ای: 펭수) یک کاراکتر پنگوئن است که در کانال یوتیوب «جاینت پنگ تی‌وی» که توسط سیستم پخش آموزشی (ئی‌پی‌اس) منتشر شده، حضور پیدا کرده‌است. پنگ‌سو یک کارآموز ده ساله در ئی‌بی‌اس است که رؤیایش تبدیل شدن به یک سوپراستار جهانی است. کانال یوتیوب جاینت پنگ تی‌وی به بیش از ۲ میلیون دنبال‌کننده رسید.